# Kanton La Roche-sur-Yon-Sud
Der Kanton La Roche-sur-Yon-Sud war von 1973 ein französischer Wahlkreis im La Roche-sur-Yon, im Département Vendée und in der Region Pays de la Loire; sein Hauptort war La Roche-sur-Yon.

## Gemeinden
Der Kanton La Roche-sur-Yon-Sud bestand aus den südlichen Stadtvierteln der Stadt La Roche-sur-Yon (angegeben ist hier die Gesamteinwohnerzahl, im Kanton lebten etwa 26.500 Einwohner der Stadt) und weiteren neun Gemeinden. Diese waren:
| Gemeinde                 | Einwohner Jahr | Fläche km² | Bevölkerungsdichte | Code INSEE | Postleitzahl |
| ------------------------ | -------------- | ---------- | ------------------ | ---------- | ------------ |
| Aubigny                  | 3.483 (2013)   | 25,79      | 135 Einw./km²      | 85008      | 85430        |
| Chaillé-sous-les-Ormeaux | 1.310 (2013)   | 17,5       | 75 Einw./km²       | 85043      | 85310        |
| La Chaize-le-Vicomte     | 3.578 (2013)   | 49,51      | 72 Einw./km²       | 85046      | 85410        |
| Les Clouzeaux            | 2.591 (2013)   | 26,49      | 98 Einw./km²       | 85069      | 85430        |
| Fougeré                  | 1.177 (2013)   | 26,89      | 44 Einw./km²       | 85093      | 85480        |
| Nesmy                    | 2.786 (2013)   | 24,52      | 114 Einw./km²      | 85160      | 85310        |
| La Roche-sur-Yon         | 52.732 (2013)  | –          | – Einw./km²        | 85191      | 85000        |
| Saint-Florent-des-Bois   | 2.720 (2013)   | 36,76      | 74 Einw./km²       | 85213      | 85310        |
| Le Tablier               | 729 (2013)     | 9,28       | 79 Einw./km²       | 85285      | 85310        |
| Thorigny                 | 1.190 (2013)   | 32,15      | 37 Einw./km²       | 85291      | 85480        |

## Geschichte
Der Kanton bestand von 1973 bis 2015. Damals wurde der Kanton La Roche-sur-Yon in die Kantone La Roche-sur-Yon-Nord und La Roche sur-Yon-Sud aufgeteilt.